# Kleinkastell Pfatter
Das Kleinkastell Pfatter, respektive Pfatter-Gmünd, ist ein ehemaliges römisches Militärlager, das für die Bewachung eines Donauabschnitts des „nassen Limes“ zwischen Regensburg und Passau zuständig war. Das  Auxiliarkastell liegt etwa 2,7 Kilometer Luftlinie östlich von Pfatter im Oberpfälzer Landkreis Regensburg, Deutschland. Das Bodendenkmal ist seit 2021 Bestandteil des zum UNESCO-Weltkulturerbe erhobenen Donaulimes.

## Lage

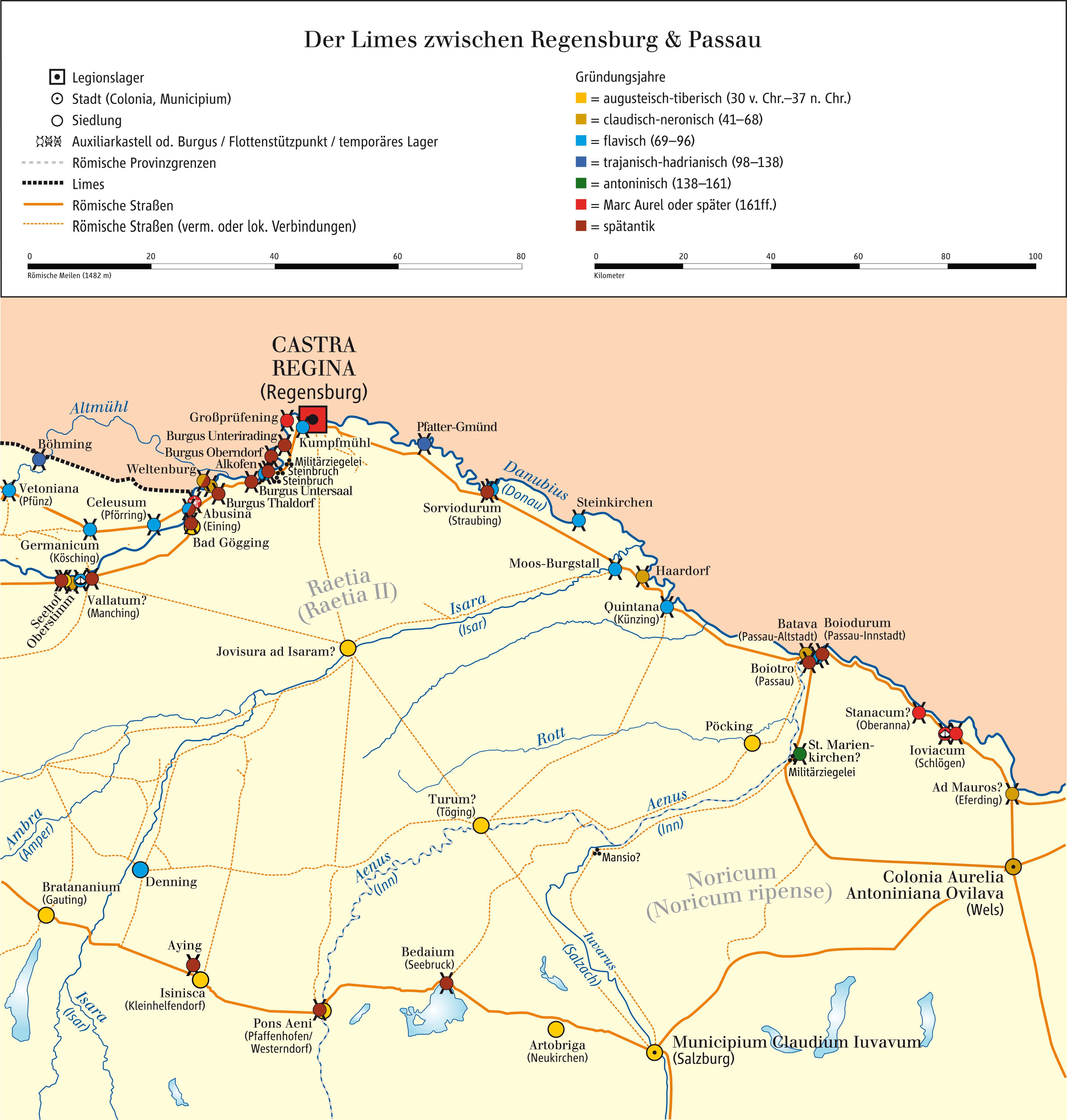
Die Lage des Kleinkastells am rätischen Donaulimes

Das mit dem bloßen Auge nicht wahrnehmbare Bodendenkmal liegt im Flurstück „Fischeräcker“ auf der Gemarkung von Gmünd teils unter landwirtschaftlich genutzten Flächen, teils von einem Hochwasserdamm überlagert. In römischer Zeit diente die Fortifikation der Sicherung der römischen Provinz Raetia und lag strategisch günstig an einem alten Übergang über die Donau (Danuvius) unweit der sogenannten Donausüdstraße. Diese von Regensburg kommende Straße war eine wichtige Heer- und Handelsstraße, welche die Provinzen entlang der Donau verband.
Das direkt am überschwemmungssicheren Hochufer errichtete Kleinkastell liegt rund 360 m südlich des heutigen Donaulaufs. Die Region am Rande des Gäubodens ist durch mineralreiche, gut durchlüftete Lössböden geprägt, die sehr fruchtbar und verhältnismäßig leicht zu bearbeiten sind.

## Forschungsgeschichte
Ein „Zwischenkastell im Abschnitt Regensburg-Straubing, etwa bei Pfatter“ wurde bereits 1930 von dem späteren Landesarchäologen Paul Reinecke (1872–1958) vermutet, der sich über die für eine lückenlose Überwachung viel zu großen Abstände zwischen den damals bekannten Kastellen entlang des Donaulimes Gedanken machte.
Seit 1978 wurde der Fundplatz luftbildarchäologisch beobachtet und regelmäßig beflogen. Eine Bestimmung der unklaren Befunde war jedoch nicht möglich. Nach 1990 wurde das rund 600 Meter lange Flurstück „Fischeräcker“ durch das Bayerische Landesamt für Denkmalpflege prospektiert, wobei unter anderem als Glanzlichter Fragmente mehrerer Militärdiplome zu Tage kamen. Als für den Fundort bedeutend erwies sich der staatliche Ankauf eines römischen Fundkomplexes aus einem Donau-Altarm bei Pfattern-Gmünd im Jahr 1999. Bernd Steidl, Leiter der römischen Abteilung in der Archäologischen Staatssammlung, stellte damals fest, dass mit diesem Fundmaterial der heute seltene Fall eingetreten war, „eine bisher völlig unbekannte römerzeitliche Fundstelle von der Bedeutung eines Militärlagers neu entdeckt“ zu haben.
Ab dem Jahr 2000 nahm sich der 2003 im Irak-Krieg gefallene amerikanische Offizier und Althistoriker George A. Wood der Fundstelle an. Neben einer Befliegung unternahm auch er gründliche Ortsbegehungen. Doch erst dem Luftbildarchäologen Klaus Leidorf gelang es im August 2001 während einer systematischen Überfliegung für das Bayerische Landesamt für Denkmalpflege, das Grabenwerk der Anlage zu erfassen und damit den Nachweis für ein römisches Militärlager zu erbringen. Neben den Spuren der Garnison zeichneten sich auf den Bildern auch Gruben und Siedlungsreste ab. Um die Befunde näher zu überprüfen, fand im Mai 2005 eine Begehung des Geländes mit Magnetometern statt. Dabei wurden sowohl das Kleinkastell als auch Teile des Lagerdorfs (Vicus) erfasst.

## Befunde

### Kastell
Das rechteckige, leicht trapezförmig vermessene Kleinkastell besaß eine Ausdehnung von rund 60 m × 70 m (ungefähr 0,42 ha). Die römischen Planer hatten die Anlage bis an den Rand der Hochwasserkante herangeschoben, was zur Folge hatte, dass die Fortifikation 1929 mit einem mächtigen Hochwasserdamm überformt wurde, der seither die nordöstliche, donauseitige Hälfte des Kastells sowie den Limesbegleitweg bedeckt. Auch Magnetometer können den Damm nicht durchdringen, womit dieser Bereich für die Forschung unbekannt bleibt und die letztendliche Längenausdehnung von rund 70 m nicht genau bestimmt werden kann. Als Vergleichsobjekt bietet sich das Kleinkastell Steinkirchen an, das 0,44 ha groß ist.
Der die Garnison umlaufende Doppelgraben, der als Annäherungshindernis und zur Entwässerung diente, setzte vor dem Südtor aus. Der äußere Graben erreicht dabei im Südteil eine Ost-West-Ausdehnung von rund 90 m, im Norden wird diese Ausdehnung aufgrund der Trapezförmigkeit der Anlage etwas schmäler gewesen sein. Eine Holzverstärkung der Umwehrung lässt sich nicht feststellen und hat möglicherweise auch nicht existiert.
Die dichte Innenbebauung ist auf das Südtor hin orientiert. Das einzige mögliche Steingebäude, das 2005 festgestellt werden konnte, befand sich in der Südwestecke und war rund 14 × 20 m groß. Die weiteren Magnetometermessungen aus dem Kastellinneren sind unklar und deuten auf eine intensive Holzbebauung und verbrannte Strukturen hin. Zudem lassen sich erd- oder brandschuttgefüllte Keller und Gruben feststellen. Die im Lagerinneren entlang der einstigen Umwehrung verlaufende Lagerringstraße (Via sagularis) zeigte sich auf den Messbildern erwartungsgemäß befundleer. Eine mögliche Mehrphasigkeit des Kastells, die das rund 150 Jahre umfassende Fundmaterial vermuten lässt, kann nur durch eine Ausgrabung festgestellt werden.

### Vicus
Das direkte Vorfeld des Kleinkastells – im  Westen und Osten fast 40 m, im Süden noch 20 m – blieb bei den Untersuchungen 2005 befundleer. In den anschließenden Arealen zeigte sich der Kastellvicus, wobei im Süden der Schwerpunkt lag. Dichte, streifenförmige Strukturen deuten auf ein typisch mittelkaiserzeitliches Lagerdorf mit Streifenhäusern hin.

## Truppe
Die nach Pfatter abkommandierte, namentlich unbekannte Abteilung war wahrscheinlich ein Numerus (dt. „Einheit“). Diese Einheiten gehörten zu den römischen Hilfstruppen und bestanden meist aus regional ausgehoben jungen Einheimischen, die mit geringerem Sold als die eigentlichen Hilfstruppen (Auxilia) und weniger striktem Standard Dienst taten.

## Fundgut

### Kastell- und Vicusbereich
Seit den 1990er Jahren kamen bei den intensiven Feldbegehungen bis 2005 viele Lesefunde aus dem Boden, darunter eine große Zahl von Keramikscherben sowie Münzen, Fibeln, Waffen- und Trachtbestandteile, außerdem die bereits erwähnten Fragmente von mindestens drei Militärdiplomen aus hadrianisch-antoninischer Zeit. Diesen Diplomen kann entnommen werden, dass sich unter der hier ansässigen Bevölkerung Veteranen befanden.

### Donaualtarm
Ein mit dem Kleinkastell in Verbindung stehender, reichhaltiger römischer Kleinfundkomplex, der aus dem nahen Altarm der Donau bei Pfatter-Gmünd stammt, konnte 1999 mit Geldern der „Freunde der bayerischen Vor- und Frühgeschichte“ aus Privatbesitz für die Archäologische Staatssammlung in München erworben werden. Zum Fundgut gehören über 150 Münzen aus dem 1. bis 4. Jahrhundert, 41 Fibeln, zwei Fingerringe – darunter einer aus Silber mit Karneol-Gemme –, etliche bronzene Zierbeschläge von Gürteln und Pferdegeschirren, eiserne Waffenteile und Geräte sowie viele Keramikfragmente und Ziegelbruchstücke, darunter eines mit Stempel der 3. Italischen Legion aus Regensburg. Bemerkenswert ist eine Gewandspange in Gestalt des sogenannten „Thrakischen Reiters“, einer von der unteren Donau stammenden Reitergottheit in militärischer Tracht. Das Bleimodell einer in Durchbrucharbeit gefertigten Fibel im keltisierenden Trompetenornamentstil aus dem 2. Jahrhundert zeugt von einer kleinen Werkstätte für Buntmetallverarbeitung.

### Fundbewertung
Die von Steidl vorgenommene Auswertung aller Funde aus Pfatter-Gmünd – insbesondere die lange Münzreihe sowie die Fibeln – wies bereits 1999 auf eine Kastellgründung in trajanischer Zeit um das Jahr 100 n. Chr. hin. Das Ende dieses Kastellplatzes wird in den 80er Jahren des 3. Jahrhunderts – wohl infolge von Germaneneinfällen – gekommen sein. Hierfür spricht auch ein Hortfund von Münzen aus einem nahegelegenen und als römischer Gutshof (villa rustica) gedeuteten archäologischen Fundplatz. Einzelne Funde belegen eine reduzierte Bedeutung des Platzes noch bis in das 4., möglicherweise sogar bis in das frühe 5. Jahrhundert.

## Fundverbleib
Das Fundgut befindet sich in der Archäologischen Staatssammlung in München.

## Denkmalschutz, Befundsicherung
Das Kleinkastell Pfatter ist als Bodendenkmal im Sinne des Bayerischen Denkmalschutzgesetzes als „D-3-7040-0001: Donaukastell mit Vicus und Brandgräberfeld der römischen Kaiserzeit sowie Siedlungen des Neolithikums, der frühen Bronzezeit, der mittleren Bronzezeit und der späten Latènezeit sowie Siedlung vor- und frühgeschichtlicher Zeitstellung im Luftbild, darunter ein Grabenwerk mit zwei Gräben.“ eingetragen und geschützt. Nachforschungen und gezieltes Sammeln von Funden sind erlaubnispflichtig, Zufallsfunde sind den Denkmalbehörden anzuzeigen.